# Выборы мэра Нью-Йорка (2025)
Выборы мэра Нью-Йорка запланированы в городе на 4 ноября 2025 года. Действующий мэр Эрик Адамс был избран на свою должность в 2021 году по линии Демократической партии, но баллотируется на переизбрание в качестве независимого кандидата. В сентября 2024 года ему были предъявлены обвинения в коррупции, и он столкнулся с призывами уйти в отставку, однако позже министерство юстиции США приказало прокурорам снять обвинения с Адамса, после чего в апреле 2025 года дело было прекращено.
На праймериз Демократической партии, состоявшихся 24 июня победил член ассамблеи штата Нью-Йорк Зохран Мамдани, который стал партийным кандидатом на выборах мэра. Мамдани победил более 10 соперников, включая бывшего губернатора штата Эндрю Куомо. Позже источники, близкие к Куомо объявили о том, что он будет баллотироваться на пост мэра как независимый кандидат. Кандидатом от республиканцев, как и на предыдущих выборах, стал Кёртис Слива.
Партийные праймериз в Нью-Йорке проводятся с использованием преференциального голосования, а общие выборы — по системе относительного большинства

## Предыстория
Эрик Адамс был избран мэром Нью-Йорка в 2021 году, с небольшим перевесом одержав победу на предварительных выборах и обойдя кандидата от республиканцев Кёртиса Сливу во втором туре выборов. Срок полномочий Адамса вызвал массу споров, поскольку мэр поддерживал жесткую политику борьбы с преступностью, такую как повторное введение полицейских в штатском и усиление охраны общественного порядка в городской системе метрополитена. Адамс также подвергся критике за свое отношение к жилищному кризису для мигрантов, расследование Федеральное бюро расследований его предвыборной кампании 2021 года, его поддержку политики нулевой терпимости в отношении бездомных и его предполагаемую близость к президенту-республиканцу Дональду Трампу.
Опрос, опубликованный Институтом опросов общественного мнения при Университете Квиннипиак в декабре 2023 года, показал, что рейтинг одобрения Адамса среди зарегистрированных избирателей составляет 28 %, что является самым низким показателем одобрения любого мэра с тех пор, как институт начал проводить опросы в городе в 1996 году. Опрос, проведенный в начале октября 2024 года колледжем Марист, показал, что его рейтинг одобрения составляет всего 26 %, а 69 % считают, что он должен уйти в отставку. Из-за непопулярности Адамса возникли предположения о возможном появлении левого кандидата на первичных выборах для его переизбрания.
25 сентября 2024 года после серии уголовных расследований в отношении его администрации Адамсу были предъявлены обвинения во взяточничестве, мошенничестве и сговоре на федеральном уровне. Он стал первым мэром Нью-Йорка в истории, которому были предъявлены обвинения в совершении преступлений во время пребывания в должности, и ему несколько раз предлагали уйти в отставку до окончания срока полномочий.
10 февраля 2025 года исполняющий обязанности заместителя генерального прокурора США Эмиль Боув приказал федеральным прокурорам без каких-либо предубеждений снять все обвинения против Адамса до рассмотрения дела, которое будет проведено после выборов мэра в ноябре. Это вызвало серию отставок в Министерстве юстиции, где в отставку подали 7 прокуроров, включая исполняющего обязанности прокурора США Даниэль Сассун и помощника прокурора США Хейгана Скоттена, который был главным прокурором по этому делу. Семь дней спустя Брэд Ландер (который также является кандидатом на этих выборах), будучи городским контролером, направил Эрику Адамсу общедоступное письмо. В письме Адамсу был поставлен ультиматум до 21 февраля, чтобы представить план действий в чрезвычайных ситуациях для преодоления кризиса. В случае, если Адамс не представит такой план к тому времени, Ландер заявил в письме, что он инициирует «Комитет по неспособности» (один из двух способов отстранения мэра).
3 апреля 2025 года Адамс объявил, что он выйдет из предварительных выборов Демократической партии и вместо этого будет баллотироваться на всеобщих выборах в качестве независимого кандидата. Решение Адамса изменило динамику предвыборной гонки. Бывший губернатор штата Нью-Йорк Эндрю Куомо лидировал в большинстве опросов по предварительным выборам Демократической партии с тех пор, как объявил о своем намерении баллотироваться 1 марта, но Партия рабочих семей не взяла на себя обязательство поддержать победителя предварительных выборов Демократической партии и вряд ли поддержит Куомо, если он победит. Этот кластер событий открывает возможность для конкурентной четырехсторонней гонки на выборах между кандидатом от Республиканской партии, кандидатом от Демократической партии, кандидатом от Партии рабочих семей и Адамсом. Адамс стал первым действующим мэром, баллотирующимся без выдвижения какой-либо из основных партий, после Джона Линдси на выборах 1969 года, который проиграл выдвижение от Республиканской партии, но победил по линии Либеральной партии. Адамс распространяет петиции с просьбой баллотироваться по избирательной линии «EndAntiSemitism» (англ. Положить конец антисемитизму), а также по избирательной линии «Safe&Affordable» (англ. Безопасно и доступно).

## Кандидаты
| Кандидат                                           | Кампания | Профессия             | Информация | Партийная принадлежность | Партийная принадлежность | Субъект выдвижения и поддержка | Субъект выдвижения и поддержка |
| -------------------------------------------------- | -------- | --------------------- | --- | ------------------------ | ------------------------ | ------------------------------ | ------------------------------ |
| Эрик Адамс род. 1 сентября 1960 года (64 года)     |          | Полицейский, писатель | Действующий мэр Нью-Йорка (с 2021) Президент боро Бруклин (2014–2021) Сенатор штата Нью-Йорк от 20-го округа (2007—2013)                                    |                          | Демократическая партия   |                                | Независимый кандидат           |
| Эндрю Куомо род. 6 декабря 1957 года (67 лет)      |          | Юрист                 | Губернатор штата Нью-Йорк (2011-2021) Генеральный прокурор штата Нью-Йорк (2007-2010) Министр жилищного строительства и городского развития США (1997-2001) |                          | Демократическая партия   |                                | Независимый кандидат           |
| Зохран Мамдани род. 18 октября 1991 года (33 года) |          | Африканист, музыкант  | Член Ассамблеи штата Нью-Йорк от 36-го округа (с 2021) |                          | Демократическая партия   |                                | Демократическая партия         |
| Кёртис Слива род. 26 марта 1954 года (71 год)      |          | Активист              | Основатель и генеральный директор «Guardian Angels» Кандидат на пост мэра в 2021 году                                                                       |                          | Республиканская партия   |                                | Республиканская партия         |
| Джим Уолден род. 19 января 1966 года (59 лет)      |          | Адвокат               | Адвокат по антимонопольному и государственному праву Бывший помощник прокурора США                                                                          |                          | Беспартийный             |                                | Независимый кандидат           |

## Опросы
| Источник               | Дата(ы) проведения | Кол-во опрошенных | Погрешность | Зохран Мамдани | Кёртис Слива | Эрик Адамс | Джим Уолден | Не решили |
| ---------------------- | ------------------ | ----------------- | ----------- | -------------- | ------------ | ---------- | ----------- | --------- |
| Манхэттенский Институт | 10–16 июня, 2025   | 1,000             | ± 3,1%      | 33%            | 16%          | 19%        | 5%          | 28%       |
| Колледж Эмерсон        | 23–26 мая, 2025    | 1,000             | ± 3,0%      | 35%            | 16%          | 15%        | 6%          | 27%       |

### Комментарии
1. ↑  В бюллетене указано как: «End Anti Semitism», или «Safe&Affordable».
2. ↑  В бюллетене указано как «Бороться и добиваться»